# Zaenal Arief
Zaenal Arief (ur. 3 stycznia 1981 w Garucie) – indonezyjski piłkarz grający na pozycji napastnika.

## Kariera klubowa
Karierę piłkarską Arief rozpoczął w klubie Persigar Garut. Grał tam w drużynie juniorów. W 1999 roku przeszedł do zespołu Persib Bandung. W jego barwach zadebiutował w indonezyjskiej pierwszej lidze. W 2000 roku odszedł do Persity Tangerang. W Persicie występował w latach 2000–2005. Na początku 2006 roku zawodnik wrócił do Persibu Bandung i grał w nim do połowy 2009 roku. Wtedy też podpisał kontrakt z zespołem Persisam Putra Samarinda. Następnie grał w: Persikabo Bogor, PSPS Pekanbaru i Persepam Madura United. W 2015 został zawodnikiem klubu Persela Lamongan.

## Kariera reprezentacyjna
W reprezentacji Indonezji Arief zadebiutował 26 września 2003 roku w zremisowanym 1:1 towarzyskim spotkaniu z Malezją. W 2007 roku został powołany przez selekcjonera Iwana Kolewa do kadry na Puchar Azji 2007. Na tym turnieju był rezerwowym i nie rozegrał żadnego spotkania.